# Двенадцать апостолов (линейный корабль, 1788)
«Двенадцать апостолов» — парусный линейный корабль I ранга Балтийского флота Российской империи, находившийся в составе флота с 1788 по 1802 год, представитель серии кораблей типа «Чесма», участник русско-шведской войны 1788—1790 годов, в том числе Эландского, Красногорского и Выборгского морских сражений, затем войны с Францией 1792—1797 годов, во время которой принимал участие в блокаде пролива Зунд, и войне с Францией 1798—1800 годов во время которой использовался для крейсерских плаваний и прикрытия эскадры, перевозившей войска. По окончании службы корабль был разобран в Кронштадте.

## Описание корабля
Один из девяти парусных 100-пушечных трёхдечных линейных кораблей типа «Чесма», строившихся по указу императрицы Екатерины II от 23 октября (3 ноября) 1781 года в Санкт-Петербурге и Кронштадте с 1782 по 1798 год. Согласно тому же приказу именовать эти корабли следовало в честь кораблей, прославившихся в Архипелагской экспедиции и «которые именования предписано от нас оставить вечными». Помимо этого при строительстве кораблей этого типа учитывался опыт Архипелагской экспедиции, в связи с чем подводные части их корпусов были обшиты медными листами. Для своего времени корабли были достаточно совершенными и несли службу в составе флота до 20 лет.
Водоизмещение корабля составляло 4000 тонн, длина — 56,7 метра, ширина от 15,3 до 15,7 метра, а осадка от 6,3 до 6,55 метра. Экипаж корабля мог состоять от 862 до 1090 человек. Вооружение корабля составляли 100 пушек, включавших 36-, 18-, 12- и 3-фунтовые орудия.
Корабль назван в честь библейских двенадцати апостолов и был первым из трёх парусных линейных кораблей российского флота, носивших это имя. После этого одноимённые корабли строились в 1811 и 1841 годах, оба корабля несли службу в составе Черноморского флота.

## История службы
Линейный корабль «Двенадцать апостолов» был заложен на стапеле Санкт-Петербургского адмиралтейства 15 (26) мая 1785 года и после спуска на воду 2 (13) августа 1788 года вошёл в состав Балтийского флота России. Строительство вёл кораблестроитель Кольманн.
Принимал участие в русско-шведской войне 1788—1790 годов. В кампанию 1789 года 26 мая (6 июня) во главе эскадры под общим командованием и флагом контр-адмирала А. Г. Спиридова совершил переход из Кронштадта в Ревель. 2 (13) июля вместе с другими кораблями флота вышел из Ревеля в плавание в Балтийское море. 15 (26) июля принял участие в Эландском сражении, после которого ушёл в крейсерское плавание в район Борнгольм — Готланд — Дагерорт. После плавания 16 (27) августа корабль вернулся в Ревель, однако уже 27 августа (7 сентября) вновь вышел в крейсерство в Финский залив, которое закончилось 11 (22) октября на ревельском рейде, а 21 октября (1 ноября) корабль перешёл в Кронштадт.

## Командиры корабля
Командирами линейного корабля «Двенадцать апостолов» в разное время служили:
- Н. С. Федоров (1789—1791 годы);
- А. М. Бачманов (1793—1794 годы);
- П. П. Лялин (1797 год);
- М. П. Коробка (1799 год);
- А. А. Круз (1800—1801 годы).